# Dinoderopsis
Dinoderopsis är ett släkte av skalbaggar. Dinoderopsis ingår i familjen kapuschongbaggar.
Kladogram enligt Catalogue of Life:
| Dinoderopsis | \| \| Dinoderopsis escharipora \| \| \| \| \| \| Dinoderopsis opimus \| \| \| \| \| \| Dinoderopsis serriger \| \| \| \| |
|              | \| \| Dinoderopsis escharipora \| \| \| \| \| \| Dinoderopsis opimus \| \| \| \| \| \| Dinoderopsis serriger \| \| \| \| |
|              | Dinoderopsis escharipora                                                                                                 |
|              | |
|              | Dinoderopsis opimus |
|              | |
|              | Dinoderopsis serriger |
|              | |

## Bildgalleri

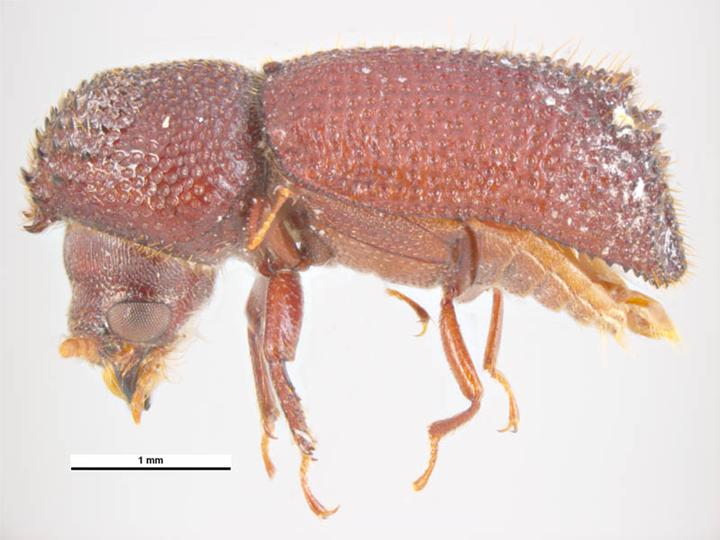